# Eustrotia inpunctata
Eustrotia inpunctata är en fjärilsart som beskrevs av W. Warren 1913. Eustrotia inpunctata ingår i släktet Eustrotia och familjen nattflyn. Inga underarter finns listade i Catalogue of Life.